# Astragalomancia

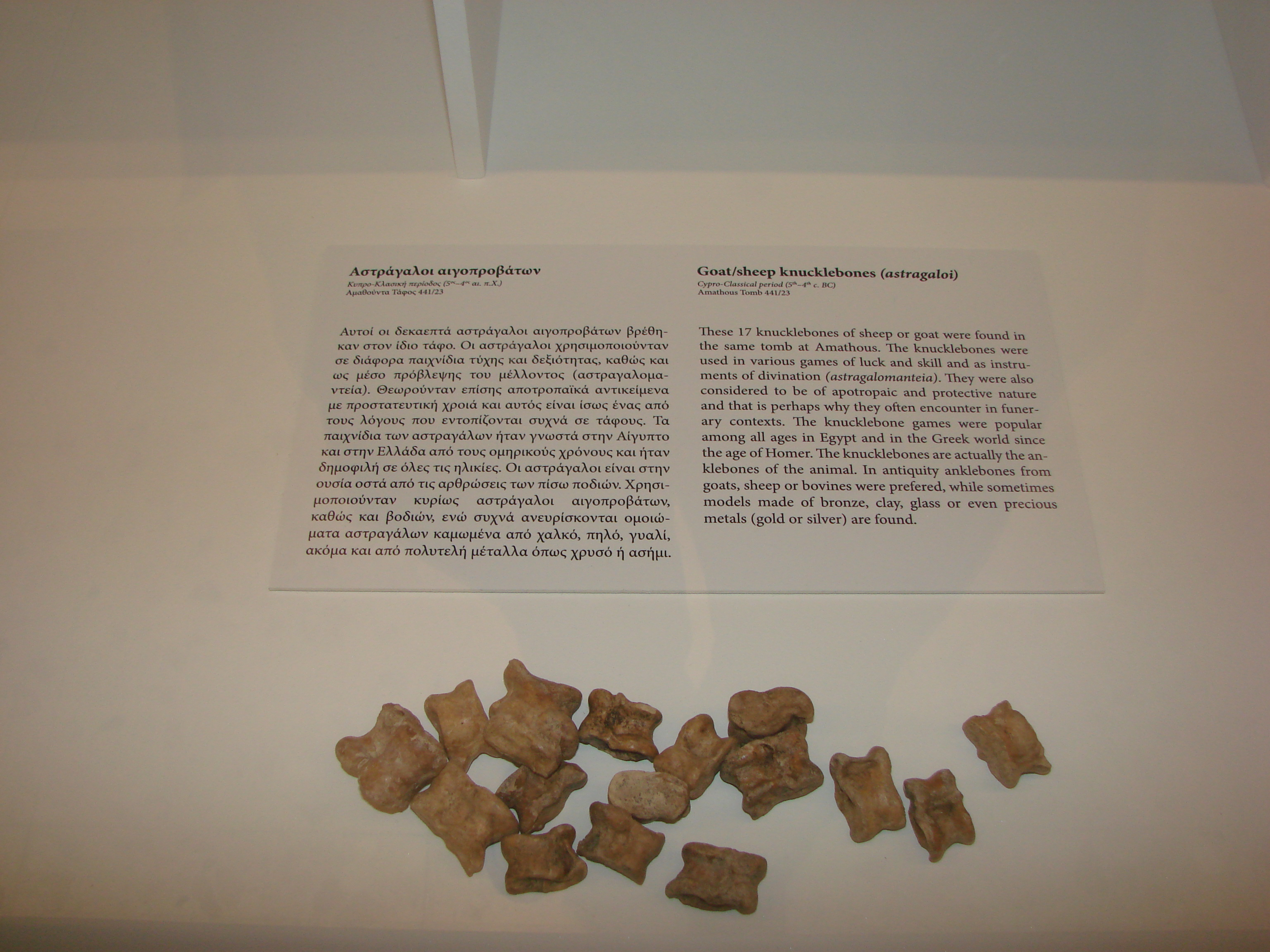
Astrágalos de Amathus, Museo Arqueológico de Limasol.

La astragalomancia es un tipo de adivinación que se practicaba con huesecillos en los cuales estaban señaladas las letras del alfabeto. 
Se arrojaba a la suerte y de las letras que resultaban de aquel movimiento, se formaba la respuesta que se buscaba. Así es como se consultaba a Hércules en un templo de Acaya, del mismo modo que se daban los oráculos de Gerón en la fuente de Apona, cerca de Padua.  